# میکو اوداکا
میکو اوداکا (ژاپنی: 小高 笑子؛ زادهٔ ۱۴ دسامبر ۱۹۶۲) بازیکن والیبال اهل ژاپن است.